# Mycetophila perpauca
Mycetophila perpauca är en tvåvingeart som beskrevs av Lastovka 1972. Mycetophila perpauca ingår i släktet Mycetophila och familjen svampmyggor. Inga underarter finns listade i Catalogue of Life.